# Origin (zespół muzyczny)
Origin – amerykańska grupa muzyczna wykonująca techniczny brutal death metal. Powstała w 1997 roku w Topeka w stanie Kansas w USA.

## Historia

### Początki
Origin powstał w 1997 roku z inicjatywy Paula Ryana i Jeremy’ego Turnera. W październiku 1997 roku dołączyli do nich basista Clint Appelhanz i wokalista Mark Manning, zaś w styczniu 1998 roku perkusista George Fluke.
23 maja 1998 roku grupa supportowała Suffocation. W tym samym roku Origin wydało własnym nakładem pierwsze demo A Coming Into Existence, zawierające cztery utwory. W październiku 1998 roku grupa wzięła udział w trasie Death Across America, z udziałem Nile, Cryptopsy, Oppressor i Gorguts.
W lutym 1999 roku George’a Fluke’a zastąpił John Longstreth, zaś Clinta Appelhanza – Doug Williams. W nowym składzie Origin zagrało 14 kwietnia 1999 roku koncert z Napalm Death, a w listopadzie na November to Dismember Metalfest w Teksasie. 16 grudnia zespół podpisał kontrakt z Relapse Records.

### Origin
W roku 2000 Origin zagrało na March Metal Meltdown w New Jersey, zespół wziął również udział w Contaminated 2000 u boku Exhumed i Cephalic Carnage, w November to Dismember w Kalifornii oraz w trasie Death Across America razem z grupami Vader, Cephalic Carnage i Dying Fetus.
Pierwszy studyjny album zespołu zatytułowany Origin ukazał się 11 lipca 2000 roku.

### Informis Infinitas Inhumanitas
Wkrótce po wydaniu pierwszej płyty Origin wziął udział w trasie z zespołami Candiria, Cryptopsy i Poison the Well, w 2001 roku zagrał na Milwaukee Metalfest i Summertime Slaughter z zespołami Skinless, Impaled i Vader. Origin odbyło również serię samodzielnych koncertów jeszcze przed wydaniem kolejnej płyty.
Drugi album studyjny Informis Infinitas Inhumanitas miał premierę 11 czerwca 2002 roku i został nagrany z udziałem nowych członków zespołu: wokalisty Jamesa Lee i basisty Mike’a Floresa. Płyta została dość dobrze oceniona. William York z AllMusic przyznał jej 3 gwiazdki.
Wkrótce po wydaniu płyty Origin wziął udział w trasie koncertowej z Nile, Arch Enemy i Hate Eternal. Po zakończeniu trasy grupę opuścił Jeremy Turner (w 2004 roku dołączył do Cannibal Corpse), powrócił zaś Clint Appelhanz (tym razem w charakterze gitarzysty). W kolejnych miesiącach Origin zagrał koncerty u boku zespołów Immolation, Vader, The Berzerker, All That Remains, Scar Culture i Crematorium.
W styczniu 2003 roku z powodu nieprzewidzianych problemów Origin był zmuszony zrezygnować z udziału w trasie z Nuclear Assault. Wkrótce zespół opuścił John Longstreth, którego zastąpił James King. Pierwszy koncert w nowym składzie odbył się we wrześniu 2003 roku w Topeka (Kansas). Nagrano wówczas teledysk w reżyserii Ryana Caddella do utworu „Portal” z albumu Informis Infinitas Inhumanitas.
W styczniu 2004 Origin odbył trasę koncertową z Uphill Battle, zaś latem tego roku wziął udział w Milwaukee Metalfest 2004 i Texas Death and Grindfest z zespołami Soilent Green i Kill the Client.

### Echoes of Decimation
Trzeci album studyjny Echoes of Decimation miał premierę 15 marca 2005 roku. Origin promował nową płytę podczas występów na New England Metal, Hardcore Festival i Ohio Deathfest. Odbył również trasę koncertową z zespołami Malevolent Creation i Animosity.
Pod koniec 2005 roku grupę opuścili James King i Clint Appelhanz, którzy dołączyli do Unmerciful. W kwietniu 2006 roku powrócił natomiast do zespołu John Longstreth, zaś w maju Origin po raz pierwszy wystąpił w Europie. Nowym gitarzystą został Paul Ryan.

### Antithesis
W lutym i marcu 2007 roku Origin występował w Europie z Misery Index, Necrophagist i Diskreet. W sierpniu powrócił do zespołu Jeremy Turner i grupa zaczęła przygotowywać nową płytę. Prace nad albumem zostały zakończone w lutym 2008 roku. Premiera Antithesis miała miejsce 1 kwietnia 2008 roku Po raz pierwszy album Origin znalazł się w notowaniach magazynu Billboard i dotarł do 21 miejsca na liście Top Heatseekers.
W marcu 2008 roku nakręcono teledysk do utworu „Finite” w reżyserii Davida Brodsky’ego. Premiera telewizyjna miała miejsce 24 maja 2008 roku w programie Headbangers Ball. W maju i czerwcu 2008 roku grupa odbyła trasę koncertową w Europie z zespołami Impaled i Hour of Penance.

## Muzycy
| Obecny skład zespołu - Paul Ryan – gitara, śpiew (od 1997) - Jeremy Turner – gitara, śpiew (1997–2002, od 2007) - Jason Keyser – śpiew (od 2011) - Mike Flores – gitara basowa, śpiew (od 2001) - John Longstreth – perkusja (1999–2003, od 2006) | Byli członkowie zespołu - Mark Manning – śpiew (1997–1999) - James Lee – śpiew (1999–2010) - Mica Meneke – śpiew (2010) - Clint Appelhanz – gitara (2005–2006), śpiew, gitara basowa (1997–1999) - Doug Williams – gitara basowa (1999–2001) - George Fluke – perkusja (1998) - Jeremy Gregg – perkusja - James King – perkusja (2003–2006) |

## Dyskografia
- A Coming Into Existence (EP, 1998)
- Origin (2000)
- Informis Infinitas Inhumanitas (2002)
- Echoes of Decimation (2005)
- Antithesis (2008)
- Entity (2011)[17]
- Omnipresent (2014)
- Unparalleled Universe (2017)[18]
- Chaosmos (2022)[19]

## Teledyski
| Rok  | Tytuł    | Reżyseria     | Album                          |
| ---- | -------- | ------------- | ------------------------------ |
| 2002 | „Portal” | Ryan Cadell   | Informis Infinitas Inhumanitas |
| 2008 | „Finite” | David Brodsky | Antithesis                     |

## Nagrody i wyróżnienia
| Rok  | Kategoria                               | Nagroda                 | Uwagi     |
| ---- | --------------------------------------- | ----------------------- | --------- |
| 2009 | The Best Death Metal Album (Antithesis) | Metal Storm Awards 2008 | 4 miejsce |